# Авиакатастрофы в СССР
Авиационные катастрофы в СССР — сгруппированный по годам перечень авиакатастроф на территории СССР. В список не входит частная авиация. В большинстве случаев информация о катастрофах в СССР скрывалась.

## Список происшествий и катастроф

### 1923
| Дата    | Место катастрофы | Воздушное судно      | Принадлежность | Погибли | Выжили | Причина         | Описание |
| ------- | ---------------- | -------------------- | -------------- | ------- | ------ | --------------- | --- |
| 16 июля | Москва           | Юнкерс-13 «Червонец» | Добролёт       | 1       | 4      | Отказ двигателя | На Центральном аэродроме (Ходынское поле) произошла катастрофа самолёта, принадлежащего Российскому обществу добровольного воздушного флота «Добролёт». Погиб красный военлёт Алексей Васильевич Панкратьев, пострадал механик и три пассажира-курсанта Академии воздушного флота. При совершении планового полёта внезапно отказал двигатель, лётчик пошёл на вынужденную посадку, однако самолёт задел телеграфные провода и столкнулся с землёй. |

### 1925
| Дата     | Место катастрофы | Воздушное судно | Принадлежность | Погибли | Выжили | Причина        | Описание |
| -------- | ---------------- | --------------- | -------------- | ------- | ------ | -------------- | --- |
| 22 марта | Тифлис           | Junkers F.13    | Закавиа        | 5       | 0      | Пожар на борту | Разбился из-за пожара на борту, начавшегося по неустановленным причинам. Среди жертв — руководители из высшего эшелона власти в СССР. |

### 1926
| Дата   | Место катастрофы | Воздушное судно | Принадлежность | Погибли | Выжили | Причина | Описание |
| ------ | ---------------- | --------------- | -------------- | ------- | ------ | ------- | --- |
| 19 мая | Харьков          | н.д.            | н.д.           | 2       | 4      | н.д.    | В Харькове разбился пассажирский самолёт, совершавший рейс Тифлис—Москва. Погибли два пассажира, среди которых сотрудник газеты «Правда» Григорий Розенблат. Были тяжело ранены лётчик, механик и 2 пассажира. Самолёт, во время снижения, столкнулся с деревянным зданием. |

### 1929
| Дата       | Место катастрофы | Воздушное судно | Принадлежность | Погибли | Выжили | Причина | Описание |
| ---------- | ---------------- | --------------- | -------------- | ------- | ------ | ------- | --- |
| 24 августа | Сочи             | К-4             | Флаг СССР      | н.д.    | н.д.   | н.д.    | Близ Сочи упал в море пассажирский самолёт К-4, совершавший рейс Москва—Сухум. Среди погибших был герой Гражданской войны Ян Фабрициус. |

### 1931
| Дата    | Место катастрофы     | Воздушное судно | Принадлежность | Погибли | Выжили | Причина              | Описание |
| ------- | -------------------- | --------------- | -------------- | ------- | ------ | -------------------- | --- |
| 12 июля | Наро-Фоминский район | АНТ-9           | н.д.           | 8       | 0      | Туман, ошибка пилота | Перевозил военную комиссию во главе с заместителем начальника штаба РККА В. К. Триандафилловым. В тумане столкнулся с деревьями и разбился. |

### 1933
| Дата       | Место катастрофы          | Воздушное судно | Принадлежность                    | Погибли | Выжили | Причина              | Описание |
| ---------- | ------------------------- | --------------- | --------------------------------- | ------- | ------ | -------------------- | --- |
| 5 сентября | близ с. Ивановское, Чехов | АНТ-7           | Московский авиационный завод № 22 | 8       | 0      | Туман, ошибка пилота | При полёте на низкой высоте врезался в деревья и разбился. Погибли 8 человек, включая руководителей авиапромышленности и гражданской авиации. |

### 1935
| Дата       | Место катастрофы                               | Воздушное судно              | Принадлежность              | Погибли | Выжили | Причина                                 | Описание |
| ---------- | ---------------------------------------------- | ---------------------------- | --------------------------- | ------- | ------ | --------------------------------------- | --- |
| 10 марта   | д. Слободчиково (Ленский район Северного края) | Сталь-2                      | Северное управление ГВФ     | 3       | 0      | Сложные метеоусловия                    | Самолёт, попав на малой высоте в снежную бурю, из-за дезориентации пилота разбился. Оба лётчика и пассажир погибли. |
| 18 мая     | посёлок Сокол                                  | И-5                          | н.д.                        | 1       | 0      | Столкновение в воздухе                  | В районе Центрального аэродрома Москвы (посёлок Сокол) истребитель лётчика Николая Благина врезался в выполнявший демонстрационный полёт с передовиками производства восьмимоторный самолёт-гигант АНТ-20 «Максим Горький». Погибло 11 человек экипажа самолёта и 38 (по другим данным — 50) пассажиров-ударников из инженеров, техников и рабочих ЦАГИ и членов их семей и лётчик-истребитель. |
| 18 мая     | посёлок Сокол                                  | АНТ-20 «Максим Горький»      | н.д.                        | 49      | 0      | Столкновение в воздухе                  | В районе Центрального аэродрома Москвы (посёлок Сокол) истребитель лётчика Николая Благина врезался в выполнявший демонстрационный полёт с передовиками производства восьмимоторный самолёт-гигант АНТ-20 «Максим Горький». Погибло 11 человек экипажа самолёта и 38 (по другим данным — 50) пассажиров-ударников из инженеров, техников и рабочих ЦАГИ и членов их семей и лётчик-истребитель. |
| 22 июня    | Казбекский район                               | П-5                          | Закавказское управление ГВФ | 2       | 0      | Сложные метеоусловия                    | Столкнулся с горой в плохую погоду. Пилот Михайличенко и бортмеханик Медведев погибли |
| 26 июля    | Нижнеамурская область                          | Savoia-Marchetti S.55        | Гражданвоздухофлот          | 12      | 0      | Сложные метеоусловия, усталость экипажа | Выполнял регулярный почтово-пассажирский рейс из Александровска-Сахалинского в Хабаровск. Через полтора часа после вылета в сложных метеоусловиях самолёт столкнулся с горой. |
| 24 октября | Ленинградская область                          | «СССР-В7 бис» («Челюскинец») | н.д.                        | 1       | 8      | Ошибка в расчётах расхода топлива       | Из-за ошибочного расчёта истратил топливо, при попытке вынужденной посадки столкнулся с ЛЭП и загорелся. Погиб пилот, не успевший покинуть дирижабль. |

### 1938
| Дата      | Место катастрофы                      | Воздушное судно          | Принадлежность     | Погибли | Выжили | Причина                                        | Описание |
| --------- | ------------------------------------- | ------------------------ | ------------------ | ------- | ------ | ---------------------------------------------- | --- |
| 6 февраля | вблизи Кандалакши, Мурманская область | «СССР-В6» («Осоавиахим») | Гражданвоздухофлот | 13      | 6      | Сложные метеоусловия, неточные карты местности | Дирижабль при низкой облачности и снегопаде, в условиях обледенения столкнулся с горой, не обозначенной на имевшейся у экипажа полётной карте. Возник сильный пожар. |

### 1940
| Дата    | Место катастрофы         | Воздушное судно | Принадлежность | Погибли | Выжили | Причина                      | Описание |
| ------- | ------------------------ | --------------- | -------------- | ------- | ------ | ---------------------------- | --- |
| 14 июнь | Финский залив у Таллинна | Ju-52           | Aero           | 9       | 0      | Сбит бомбардировщиками ДБ-3М | При осуществлении морской блокады Балтийских стран, пасажирский самолет финской компании «Aero» был сбит советскими бомбардировщиками ДБ-3М. |

### 1941
| Дата       | Место катастрофы | Воздушное судно | Принадлежность | Погибли | Выжили | Причина                                                        | Описание |
| ---------- | ---------------- | --------------- | -------------- | ------- | ------ | -------------------------------------------------------------- | --- |
| 4 октября  | Исакогорка       | ПС-43           | Аэрофлот       | 5       | 0      | Ошибки экипажа, сложные метеоусловия                           | Через 50 минут после взлёта из аэропорта Кегостров в районе станции Исакогорка потерпел катастрофу самолёт ПС-43 №Л-3931 (по другим данным, Л-3031) 3-й отдельной авиадивизии связи Гражданского воздушного флота СССР, следовавший по маршруту Архангельск — Москва. Погибли командир В. А. Карапалкин, бортмеханик В. М. Кожаринов, пассажиры Тойво Антикайнен, фельдъегерь генштаба А. И. Герасимов и начальник медсанслужбы Северного особого отдельного авиаотряда ГВФ врач К. А. Терешкович. Причина катастрофы — ошибка в пилотировании при плохих метеоусловиях. |
| 26 декабря | близ Дмитриевки  | Г-2 (АНТ-6)     | Аэрофлот       | 26      | 8      | Сложные метеоусловия, ошибки диспетчера и начальника аэропорта | На борту находились ряд руководителей Казахской ССР. Разбился при выполнении левого разворота в тумане. |

### 1942
| Дата       | Место катастрофы         | Воздушное судно | Принадлежность       | Погибли | Выжили | Причина                                                     | Описание |
| ---------- | ------------------------ | --------------- | -------------------- | ------- | ------ | ----------------------------------------------------------- | --- |
| 12 мая     | Висимский район          | ПС-84           | завод № 18 НКАП СССР | 6       | 0      | Сложные метеоусловия                                        | Самолёт ПС-84 (заводской номер 1842406) завода № 18 НКАП СССР, выполнявший полёт по маршруту Куйбышев (Безымянка) — аэродром завода № 381 НКАП (Валёгин Бор, г. Нижний Тагил) с двумя служебными пассажирами на борту — директором завода № 18 НКАП М. Б. Шенкманом и заместителем главного инженера завода Львовым. В сложных метеоусловиях самолёт снизился до высоты 700 м, столкнулся с каменистой вершиной горы Голая (Шайтан) высотой 748 м и полностью разрушился. Место катастрофы обнаружено через два дня в 9 км юго-восточнее посёлка Кордон Висимского района Свердловской области (48 км юго-западнее аэродрома завода № 381). |
| 2 июля     | с. Маньково-Калитвенское | Ли-2            | н.д.                 | 2       | 4      | н.д.                                                        | 2 июля в 3 км к северо-западу от с. Маньково-Калитвенское, в результате столкновения с землёй в управляемом полёте, потерпел катастрофу пассажирский самолёт ЛИ-2, летевший из Краснодара в Москву. На борту находилось 6 человек. Пилот решил сократить маршрут, отклонился от плана полёта и полетел вдоль фронта. Для обеспечения незаметности, следовал на предельно низкой высоте 15 — 30 м (по другим данным, таким образом уходил от атаки вражеских самолётов). В результате катастрофы погибли: известный советский писатель Евгений Петров и стрелок-бомбардир-стажёр Гусев Виктор Александрович (1915 г.р.). Выжили: пилот Баев Тихон Лаврентьевич (1909 г.р.) и прозаик Аркадий Первенцев. О судьбе находившихся на борту штурмана Желудева и бригадного комиссара Смирнова ничего не известно. |
| 17 ноября  | Красноярск               | Ли-2            | Аэрофлот             | 30      | 0      | Обледенение и перегруз самолёта                             | Разбился при взлёте. Действуя на трассе Алсиб в составе пятого перегоночного полка, должен был доставить группу военных лётчиков для приёмки новых самолётов. |
| 14 декабря | близ Ташкента            | АНТ-20бис       | Аэрофлот             | 36      | 0      | Сваливание с эшелона, управление самолёта посторонним лицом | За штурвалом находился пассажир, который по неустановленным причинам включил механизм управления углом установки стабилизатора, в результате чего самолёт перешёл в пикирование и разбился. |

### 1943
| Дата      | Место катастрофы | Воздушное судно  | Принадлежность           | Погибли | Выжили | Причина             | Описание                                                                                                 |
| --------- | ---------------- | ---------------- | ------------------------ | ------- | ------ | ------------------- | --- |
| 13 января | Сталинград       | Junkers Ju 290V1 | Lufttransort Staffel 290 | 45      | 36     | Нарушение центровки | Разбился при взлёте из-за нарушения центровки, вызванной смещением пассажиров. Перевозил раненых солдат. |

### 1944
| Дата      | Место катастрофы  | Воздушное судно | Принадлежность | Погибли | Выжили | Причина        | Описание                             |
| --------- | ----------------- | --------------- | -------------- | ------- | ------ | -------------- | ------------------------------------ |
| 13 ноября | вблизи Москвы     | н.д.            | н.д.           | н.д.    | н.д.   | н.д.           | Среди погибших был поэт Иосиф Уткин. |
| 13 ноября | вблизи Станислава | Ли-2            | 87 ОГАСП ГВФ   | 4       | 4      | Ошибка экипажа |                                      |

### 1945
| Дата       | Место катастрофы   | Воздушное судно | Принадлежность | Погибли | Выжили | Причина | Описание |
| ---------- | ------------------ | --------------- | -------------- | ------- | ------ | ------- | --- |
| 7 сентября | Вязниковский район | н.д.            | н.д.           | 6+      | 1      | н.д.    | В Вязниковском районе Владимирской области, в 20 км от г. Коврова разбился самолёт, летевший из г. Горького (ныне г. Нижний Новгород) в Москву. На борту самолёта находилась значительная часть руководящего состава завода № 112 (ныне судостроительный завод Красное Сормово) — 6 руководителей завода, включая зам.директора по кадрам, главного инженера и главного конструктора. Сормовичи летели в Москву на совещание по вопросам строительства подводных лодок в наркомат вооружения СССР. В авиакатастрофе выжил пилот, но его дальнейшая судьба неизвестна, руководители завода похоронены на Кооперативном кладбище в братской могиле.[1] |

### 1946
| Дата      | Место катастрофы  | Воздушное судно       | Принадлежность                                        | Погибли | Выжили | Причина                                 | Описание                                                                                 |
| --------- | ----------------- | --------------------- | ----------------------------------------------------- | ------- | ------ | --------------------------------------- | ---------------------------------------------------------------------------------------- |
| 14 января | Колпнянский район | Ли-2                  | Аэрофлот                                              | 22      | 0      | Обледенение                             | Основная статья: Катастрофа Ли-2 под Колпнами                                            |
| 2 апреля  | гора Гурам        | Douglas C-47 Skytrain | Аэрофлот                                              | 7       | 0      | Ошибка экипажа                          | Экипаж решил сократить маршрут и в облаках врезался в гору.                              |
| 3 ноября  | аэропорт Внуково  | Ли-2                  | Туркменское территориальное управление ГВФ            | 5       | 0      | Сложные метеоусловия                    | Из-за сложных метеоусловий при заходе на посадку последовательно разбились три самолёта. |
| 3 ноября  | аэропорт Внуково  | Douglas C-47          | 10-я гвардейская авиационная транспортная дивизия ГВФ | 13      | 13     | Сложные метеоусловия                    | Из-за сложных метеоусловий при заходе на посадку последовательно разбились три самолёта. |
| 3 ноября  | аэропорт Внуково  | Ли-2                  | Литовская отдельная авиагруппа ГВФ                    | 1       | 25     | Сложные метеоусловия                    | Из-за сложных метеоусловий при заходе на посадку последовательно разбились три самолёта. |
| 9 ноября  | Уфа               | Ли-2                  | Аэрофлот                                              | 6       | 1      | Сбой в работе двигателя, ошибка экипажа | Столкнулся с деревьями при заходе на посадку.                                            |

### 1947
| Дата       | Место катастрофы                      | Воздушное судно      | Принадлежность                                 | Погибли | Выжили | Причина                                               | Описание |
| ---------- | ------------------------------------- | -------------------- | ---------------------------------------------- | ------- | ------ | ----------------------------------------------------- | --- |
| 29 января  | Юрьев-Польский (Владимирская область) | «Победа» (дирижабль) | 1-й Отдельный воздухоплавательный дивизион ВДВ | 3       | 0      | Ошибка экипажа                                        | Дирижабль зацепился за ЛЭП, экипаж сбросил балласт, что привело к быстрому подъёму, разрыву оболочки и падению на землю. |
| 5 марта    | Нижний Сванетский хребет              | C-47                 | Аэрофлот                                       | 23      | 0      | Ошибка экипажа                                        | Экипаж изменил маршрут, чтобы сократить путь, и врезался в гору. |
| 1 апреля   | Смышляевка                            | A-20B                | Куйбышевский отдельный авиаотряд               | 1       | 4      | Ошибки экипажа                                        | На аэродроме Смышляевка (г. Куйбышев) потерпел катастрофу самолёт A-20B (бортовой номер СССР-М279) Главного управления гидрометслужбы СССР (Куйбышевский отдельный авиаотряд). При вынужденной посадке самолёта штурман пытался покинуть воздушное судно, получил тяжёлые ранения и через 2 часа умер в больнице. |
| 16 мая     | Хабаровск                             | C-47                 | Аэрофлот                                       | 22      | 0      | Ошибки экипажа и авиадиспетчера, сложные метеоусловия | При заходе на посадку в плохую погоду врезался плоскостью крыла в мачту широковещательной радиостанции и разбился. |
| 1 октября  | Елгава                                | н.д.                 | ВВС СССР                                       | 1       |        | н.д.                                                  | |
| 18 декабря | у Красноярска                         | Ил-12                | Аэрофлот                                       | 7       | 18     | Ошибка экипажа, отказ двигателя                       | Разбился при заходе на посадку. |

### 1948
| Дата       | Место катастрофы          | Воздушное судно | Принадлежность | Погибли | Выжили | Причина                                                    | Описание                                    |
| ---------- | ------------------------- | --------------- | -------------- | ------- | ------ | ---------------------------------------------------------- | ------------------------------------------- |
| 24 апреля  | Иркутская область         | Ли-2            | Аэрофлот       | 28      | 1      | Сложные погодные условия, ошибка экипажа и авиадиспетчеров | Попал в сильный снежный заряд и разбился.   |
| 12 октября | Главный Кавказский хребет | Ил-12           | Аэрофлот       | 10      | 0      | Ошибки экипажа и авиадиспетчеров                           | Разбился в горах, обломки не найдены.       |
| 23 декабря | Внуково                   | Ил-12           | Аэрофлот       | 4       | 0      | Столкновение в воздухе                                     | Столкнулись в условиях сплошной облачности. |
| 23 декабря | Внуково                   | ТС-62           | Аэрофлот       | 8       | 0      | Столкновение в воздухе                                     | Столкнулись в условиях сплошной облачности. |

### 1949
| Дата       | Место катастрофы | Воздушное судно | Принадлежность | Погибли | Выжили | Причина              | Описание                                                         |
| ---------- | ---------------- | --------------- | -------------- | ------- | ------ | -------------------- | ---------------------------------------------------------------- |
| 7 марта    | Рига             | Як-11           | ВВС СССР       | 2       | 0      |                      | Во время выполнения фигур воздушной акробатики врезался в землю. |
| 13 мая     | Новосибирск      | Ил-12           | Аэрофлот       | 25      | 0      | Ошибка УВД и экипажа | Разбился при посадке в грозу.                                    |
| 25 августа | гора Кабанья     | Ил-12           | Аэрофлот       | 14      | 0      | Не установлено       | Врезался в гору.                                                 |

### 1950
| Дата       | Место катастрофы           | Воздушное судно               | Принадлежность | Погибли | Выжили | Причина                                                                 | Описание |
| ---------- | -------------------------- | ----------------------------- | -------------- | ------- | ------ | ----------------------------------------------------------------------- | --- |
| 5 января   | Свердловск                 | Ли-2                          | ВВС СССР       | 19      | 0      | Сложные метеоусловия                                                    | Разбился в неблагоприятных метеоусловиях (сильная метель, с резкими порывами ветра) при заходе на посадку в Свердловске. На борту была хоккейная команда ВВС, направлявшимаяся на матч с «Динамо». |
| 8 апреля   | Балтийское море у Лиепайи  | Consolidated PB4Y-2 Privateer | US Navy        | 10      | 0      | Сбит советскими Ла-11                                                   | Самолет противолодочной разведки сбит в нейтральных водах. |
| 30 июля    | аэропорт Караганда         | Ил-12                         | Аэрофлот       | 25      | 0      | Нарушение техобслоуживания, ошибки экипажа и служб УВД, отказ двигателя | Разбился вскоре после взлёта из-за отказа двигателя. |
| 27 декабря | Южно-Казахстанская область | Ли-2                          | Аэрофлот       | 8       | 0      | Ошибка экипажа, ошибка служб УВД                                        | Самолёт Ли-2 (бортовой номер СССР-Л4003), выполнявший тренировочный полёт по маршруту Джусалы — Ташкент, потерпел катастрофу в Южно-Казахстанской области в районе хребта Каратау на высоте 2050 м (126 м от вершины) в 72 км северо-восточнее аэропорта Туркестан. Причиной катастрофы стали ошибки в навигационных расчётах, приведшие к столкновению самолёта со склоном горы. Погибли 8 человек. |

### 1951
| Дата      | Место катастрофы          | Воздушное судно | Принадлежность | Погибли | Выжили | Причина                                            | Описание                                 |
| --------- | ------------------------- | --------------- | -------------- | ------- | ------ | -------------------------------------------------- | ---------------------------------------- |
| 28 марта  | Рига                      | Ли-2            | ВВС СССР       | н.д.    |        | Плохая погода                                      | Авария при посадке в аэропорту «Спилве». |
| 22 июня   | Балтийское море у Лиепайи | н.д.            | ВВС СССР       | 1       |        |                                                    | Истребитель упал в море.                 |
| 17 ноября | Новосибирск               | Ил-12           | Аэрофлот       | 23      | 0      | Ошибки экипажа, УВД и техобслуживания, обледенение | Разбился при взлёте из-за обледенения.   |

### 1952
| Дата      | Место катастрофы | Воздушное судно | Принадлежность | Погибли     | Выжили | Причина                | Описание |
| --------- | ---------------- | --------------- | -------------- | ----------- | ------ | ---------------------- | --- |
| 26 марта  | Тула             | н.д.            | Аэрофлот       | не менее 70 | н.д.   | Столкновение на земле  | Во время посадки пассажирский самолёт выкатился с полосы и врезался в военный самолёт, после чего возник пожар. Точное количество жертв и модели самолётов неизвестны. |
| 26 марта  | Тула             | н.д.            | ВВС СССР       | не менее 70 | н.д.   | Столкновение на земле  | Во время посадки пассажирский самолёт выкатился с полосы и врезался в военный самолёт, после чего возник пожар. Точное количество жертв и модели самолётов неизвестны. |
| 5 октября | Гатчинский район | Ил-12           | Аэрофлот       | 24          | 0      | Столкновение в воздухе | Столкнулись в воздухе из-за ошибки УВД. |
| 5 октября | Гатчинский район | ТС-62           | Аэрофлот       | 7           | 0      | Столкновение в воздухе | Столкнулись в воздухе из-за ошибки УВД. |

### 1953
| Дата       | Место катастрофы | Воздушное судно | Принадлежность | Погибли | Выжили | Причина                         | Описание |
| ---------- | ---------------- | --------------- | -------------- | ------- | ------ | ------------------------------- | --- |
| 30 апреля  | Казань           | Ил-12           | Аэрофлот       | 1       | 22     | отказ двигателей                | После столкновения с птицами отказал двигатель. Самолёт совершил успешное приводнение. Один из пассажиров решил не дожидаться помощи и самостоятельно доплыть до берега, но утонул.                                      |
| 1 мая      | близ Ногинска    | Ту-95/1         | ВВС СССР       | 4       | 0      | пожар в 3-м двигателе           | Катастрофа в испытательном полёте самолёта Ту-95/1 из-за пожара в 3-м двигателе, вскоре охватившего весь самолёт. Погиб экипаж 4 человека под руководством героя Советского союза лётчика-испытателя А. Д. Перелёта.     |
| 27 мая     | Барзас           | Ли-2            | Аэрофлот       | 20      | 0      | Столкновение в воздухе          | Столкнулись в воздухе из-за ошибки обоих экипажей. |
| 27 мая     | Барзас           | Ли-2            | Аэрофлот       | 7       | 0      | Столкновение в воздухе          | Столкнулись в воздухе из-за ошибки обоих экипажей. |
| 29 мая     | Жуковский        | Ил-12           | н.д.           | 5       | 0      | Столкновение в воздухе          | На аэродроме НИИ ВВС столкнулись взлетавший самолёт Ил-12 и проходивший государственные испытания вертолёт Ми-4. Причина — невнимательность руководства полётами и лётчиков. Погибли 5 членов экипажа Ил-12 и 3 на Ми-4. |
| 29 мая     | Жуковский        | Ми-4            | н.д.           | 3       | 0      | Столкновение в воздухе          | На аэродроме НИИ ВВС столкнулись взлетавший самолёт Ил-12 и проходивший государственные испытания вертолёт Ми-4. Причина — невнимательность руководства полётами и лётчиков. Погибли 5 членов экипажа Ил-12 и 3 на Ми-4. |
| 14 июня    | близ Зугдиди     | Ил-12           | Аэрофлот       | 18      | 0      | сложные метеоусловия            | Разбился во время грозы. |
| 27 октября | близ Магадана    | Ил-12           | Аэрофлот       | 22      | 10     | Обледенение и перегруз самолёта | Разбился сразу после взлёта. |

### 1954
| Дата        | Место катастрофы      | Воздушное судно | Принадлежность | Погибли      | Выжили | Причина                                    | Описание |
| ----------- | --------------------- | --------------- | -------------- | ------------ | ------ | ------------------------------------------ | --- |
| 4 апреля    | Лиепая                | Ла-15           | ВВС СССР       | 1+6 на земле | 0      | н.д.                                       | При взлёте упал на дома. |
| 26 августа  | Сахалинская область   | Ли-2            | Аэрофлот       | 26           | 1      | Ошибка экипажа и аэродромных служб         | Разбился при заходе на посадку. |
| 27 сентября | Новосибирская область | Ил-12           | Аэрофлот       | 29           | 0      | Ошибка УВД                                 | Разбился при заходе на посадку. |
| 24 октября  | н.д.                  | Ту-75           | ВВС СССР       | 4            | 0      | Отказ двигателей                           | В условиях облачной погоды разбился самолёт Ту-75 следовавший из Казани в Москву. Погибли 4 члена экипажа во главе с генерал-майором авиации А. И. Кабановым. |
| 28 октября  | Красноярский край     | Ил-12           | Аэрофлот       | 19 или 20    | 0      | Ошибка УВД                                 | Врезался в гору. На борту находилась польская делегация ООН.                                                                                                  |
| 3 декабря   | залив Петра Великого  | Ту-14Т          | ВВС СССР       | 3            | 0      | Сбит по ошибке                             | Сбит по ошибке истребителями ВВС Тихоокеанского флота. |
| 5 декабря   | Алма-Ата              | Ил-12           | Аэрофлот       | 1            | 18     | Нарушение техобслоуживания, ошибка экипажа | Разбился при заходе на посадку. |

### 1955
| Дата       | Место катастрофы                  | Воздушное судно | Принадлежность                    | Погибли | Выжили | Причина                                                           | Описание |
| ---------- | --------------------------------- | --------------- | --------------------------------- | ------- | ------ | ----------------------------------------------------------------- | --- |
| 15 февраля | Шкотовский район, Приморский край | Ил-28Т          | ВВС Тихоокеанского флота ВМФ СССР | ?       | 0      | н.д.                                                              | Исчез. Обломки обнаружены в 2008 году. |
| 6 августа  | близ Воронежа                     | Ил-14           | Аэрофлот                          | 25      | 0      | Отказ правого двигателя с последующим пожаром и разрушением крыла | Во время полёта по маршруту отказал и загорелся правый двигатель. Пожар перекинулся на крыло, самолёт потерял управление и разбился. На борту находилась делегация из Норвегии. |

### 1956
| Дата      | Место катастрофы   | Воздушное судно | Принадлежность | Погибли | Выжили | Причина        | Описание |
| --------- | ------------------ | --------------- | -------------- | ------- | ------ | -------------- | --- |
| 13 марта  | Московская область | Ил-28           | Флаг СССР      | 3       | 0      | Не установлено | При испытании самолёта Ил-28 погиб лётчик-испытатель НИИ ВВС, дважды Герой Советского союза майор Г. М. Паршин. Вместе с ним погибли бортрадист С. П. Горюнов и оператор Ростовцев, который должен был производить киносъёмку дозаправки МиГ-19 от Ту-16. |
| 22 апреля | Чёрное море        | Ил-14           | Аэрофлот       | 6       | 0      | Не установлено | Упал в море по невыясненным причинам. |
| 9 декабря | Золотой хребет     | Ли-2            | Аэрофлот       | 12      | 0      | Ошибка экипажа | Врезался в гору. |

### 1957
| Дата       | Место катастрофы  | Воздушное судно | Принадлежность                             | Погибли         | Выжили | Причина                                                 | Описание |
| ---------- | ----------------- | --------------- | ------------------------------------------ | --------------- | ------ | ------------------------------------------------------- | --- |
| 14 июня    | Внуково           | Ил-14           | LOT                                        | 9               | 4      | Ошибка экипажа и служб УВД, сложные погодные условия    | Врезался в деревья при заходе на посадку. |
| 3 июля     | Стрижамент        | Ли-2            | Туркменское территориальное управление ГВФ | 8               | 7      | ошибка экипажа, ошибка служб УВД, сложные метеоусловиия | Вблизи вершины горы Стрижамент в Ставропольском крае (в 30 км от Ставрополя) в сложных метеоусловиях из-за ошибочных действий экипажа (выполнение полёта ниже минимальной безопасной высоты) потерпел катастрофу самолёт Ли-2 (бортовой номер СССР-Л4825), следовавший рейсом № 461 по маршруту Ашхабад — Баку — Минеральные Воды — Армавир — Краснодар — Симферополь. Из 15 человек, находившихся на борту самолёта, погибло 8 человек (7 взрослых пассажиров и 1 ребёнок). |
| 7 августа  | Магдагачи         | Ил-12           | Аэрофлот                                   | 1               | 16     | Ошибка экипажа                                          | При заходе на посадку врезался в столбы освещения и упал в поле. |
| 17 августа | Киев              | Ил-14           | Аэрофлот                                   | 5               | 0      | Столкновение в воздухе                                  | Столкнулись в воздухе и рухнули на дома. На земле погибли 6 человек, 23 пострадали. |
| 17 августа | Киев              | Ил-14           | Аэрофлот                                   | 4 (+6 на земле) | 0      | Столкновение в воздухе                                  | Столкнулись в воздухе и рухнули на дома. На земле погибли 6 человек, 23 пострадали. |
| 1 октября  | Читинская область | Ил-12           | Аэрофлот                                   | 27              | 1      | Ошибка экипажа и авиадиспетчеров                        | Врезался в гору. |
| 4 ноября   | Внуково           | Ил-14           | TAROM                                      | 4               | 12     | Ошибка экипажа                                          | Самолёт перевозил делегацию правительства Румынской Народной Республики. Разбился при заходе на посадку. |
| 18 декабря | Еврейская АО      | Ил-12           | Аэрофлот                                   | 27              | 0      | Техническая неисправность                               | Разбился из-за отказа руля направления и потеря управления в условиях турбулентности. |

### 1958
| Дата        | Место катастрофы    | Воздушное судно | Принадлежность              | Погибли      | Выжили       | Причина                                                       | Описание |
| ----------- | ------------------- | --------------- | --------------------------- | ------------ | ------------ | ------------------------------------------------------------- | --- |
| 18 марта    | Жуковский           | Ми-4            | Флаг СССР                   | 6            | 1            |                                                               | Разбился при выполнении экспериментального взлёта без бустеров. |
| 29 апреля   | близ Воронежа       | Ан-10           | Флаг СССР                   | 1            | 4            | Отказ двигателей                                              | Во время первого испытательного полёта близ Воронежа разбился самолёт Ан-10 КБ Антонова. Причина — отказ двигателя. Экипаж совершил грубую вынужденную посадку в поле возле небольшой речки, во время которой самолёт разрушился. Погиб бортинженер. |
| 9 июня      | Магаданская область | Ил-12           | Аэрофлот                    | 24           | 0            | Ошибка авиадиспетчеров и экипажа, сложные метеоусловия        | Врезался в гору во время ливня. |
| 13 июля     | Щёлковский район    | Ту-16           | НИИ ВВС                     | 6+7 на земле | 1+3 на земле |                                                               | При посадке в сильный дождь врезался в жилые дома деревни Хотово, в результате чего возник пожар, сопровождавшийся взрывами боеприпасов и кислородных баллонов. Погибли 6 из 7 членов экипажа, 7 человек на земле, 1 получил сильные ожоги. Сгорело 2 жилых дома, 4 дома были разрушены падающим самолётом. При тушении пожара пострадали 2 пожарных. |
| 15 августа  | Хабаровский район   | Ту-104          | Аэрофлот                    | 64           | 0            | метеоусловия, конструктивные недостатки, ошибки экипажа и УВД | Причиной катастрофы следственная комиссия назвала потерю управляемости самолётом из-за сильной болтанки при выходе на высоту 12 километров с полётным весом, превышающим практический потолок, в результате чего произошло падение скорости и срыв самолёта. |
| 7 сентября  | Актюбинская область | Ил-14           | Аэрофлот                    | 27           | 0            | Удар молнии                                                   | Основная статья: Катастрофа Ил-14 под Актюбинском |
| 19 сентября | район имени Лазо    | Ил-12           | Аэрофлот                    | 28           | 0            | Ошибки авиадиспетчеров, дезориентация экипажа                 | Врезался в гору. |
| 10 октября  | Смышляевка          | Ли-2            | 66-й объединённый авиаотряд | 4            | 1            | Ошибки экипажа                                                | В 00:14 мск времени вблизи куйбышевского аэропорта Смышляевка во время ночного тренировочного полёта в простых метеоусловиях потерпел катастрофу самолёт Ли-2 (бортовой номер СССР-84733) 66-го объединённого авиаотряда. Из-за нарушения техники пилотирования самолёт потерял высоту, задел изгородь и крышу частного дома в пос. Смышляевка по адресу ул. Куйбышева, д. 62. Затем самолёт перевернулся и левым мотором снес крышу частного дома по ул. Куйбышева, д. 31. Трое членов экипажа погибли на месте катастрофы, бортмеханик умер в больнице через 2 часа 20 минут после происшествия. Второй пилот получил ранения. Жители обоих повреждённых домов не пострадали. |
| 17 октября  | Вурнарский район    | Ту-104          | Аэрофлот                    | 80           | 0            | Аэродинамический подхват                                      | Попал в мощный восходящий поток и свалился в штопор. Погиб экипаж Гарольда Кузнецова. |
| 7 декабря   | Гумрак              | Ил-14           | Аэрофлот                    | 1            | 23           | Ошибка экипажа и служб УВД, сложные погодные условия          | Разбился при заходе на посадку. |
| 23 декабря  | аэропорт Ташкента   | Ил-14           | Аэрофлот                    | 21           | 0            | Ошибка экипажа и служб УВД, отказ сигнализации шасси          | Разбился при заходе на посадку. |

### 1959
| Дата       | Место катастрофы         | Воздушное судно | Принадлежность | Погибли | Выжили | Причина                    | Описание                                                                               |
| ---------- | ------------------------ | --------------- | -------------- | ------- | ------ | -------------------------- | -------------------------------------------------------------------------------------- |
| 18 января  | Сталинград               | Ил-14           | Аэрофлот       | 25      | 0      | Не установлено             | Предположительно, сбит во время воинских учений.                                       |
| 23 октября | Внуково                  | Ил-14           | Аэрофлот       | 28      | 1      | Ошибка экипажа и служб УВД | Разбился при заходе на посадку.                                                        |
| 27 октября | Караганда                | Ли-2            | Аэрофлот       | 1       | 28     | Ошибка экипажа и служб УВД | Разбился при заходе на посадку в сложных метеоусловиях (ниже метеоминимума аэродрома). |
| 16 ноября  | Львовская область        | Ан-10           | Аэрофлот       | 40      | 0      | Конструктивные недостатки  | Разбился при заходе на посадку.                                                        |
| 13 декабря | Сурхандарьинская область | Ил-14           | Аэрофлот       | 30      | 0      | Ошибка экипажа             | Врезался в гору.                                                                       |
| 17 декабря | близ Вильнюса            | Ли-2            | Аэрофлот       | 1       | 8      | Ошибка экипажа             | Разбился при взлёте.                                                                   |

### 1960
| Дата        | Место катастрофы            | Воздушное судно  | Принадлежность                     | Погибли      | Выжили | Причина                   | Описание |
| ----------- | --------------------------- | ---------------- | ---------------------------------- | ------------ | ------ | ------------------------- | --- |
| 26 февраля  | Львовская область           | Ан-10            | Аэрофлот                           | 32           | 1      | Конструктивные недостатки | Разбился при заходе на посадку. Катастрофа была аналогичной катастрофе там же в 1959 году. |
| 1 мая       | вблизи Екатеринбурга        | U-2              | NASA                               | 0            | 1      | Сбит                      | Разведывательный самолет США был сбит средствами ПВО. |
| 10 июня     | близ Ткварчели              | Ил-14            | Аэрофлот                           | 31           | 0      | Ошибки экипажа и УВД      | Врезался в гору. |
| 20 июля     | Архангельская область       | Ил-14            | Аэрофлот                           | 23           | 0      | Сильная турбулентность    | Самолёт Ил-14, следовавший из Череповца в Сыктывкар, потерпел катастрофу в Архангельской области в 87 км юго-западнее аэропорта Сыктывкар. Причиной катастрофы стало попадание самолёта в грозовую облачность; под влиянием больших перегрузок самолёт начал разрушаться в воздухе, потерял управляемость, упал в лес, взорвался и сгорел. |
| 21 июля     | аэропорт Минск              | Ил-12            | Аэрофлот                           | 7+1 на земле | 21     | Ошибка экипажа и УВД      | При взлёте на мокрой ВПП задел прожектор, врезался в столб и машины и остановился в котловане. |
| 17 августа  | Киевская область            | Ил-18            | 235-й авиаотряд особого назначения | 34           | 0      | Пожар на борту            | Из-за конструктивного недостатка двигателя он загорелся. Пожар распространился на крыло, самолёт разбился. |
| 26 сентября | Шереметьево                 | Vickers Viscount | Austrian Airlines                  | 31           | 6      | Не установлено            | Основная статья: Катастрофа Vickers Viscount под Москвой |
| 20 октября  | Усть-Ордынский Бурятский АО | Ту-104           | Аэрофлот                           | 3            | 65     | Ошибка экипажа            | При заходе на посадку задел ЛЭП и разбился. |
| 4 декабря   | Горьковская область         | Ил-14            | Аэрофлот                           | 14           | 0      | Техническая неисправность | Пожар двигателя и отрыв крыла в полёте. |
| 10 декабря  | около Семипалатинска        | Ан-2             | Аэрофлот                           | 12           | 0      | Нарушение центровки       | Разбился после потери управления из-за нарушения центровки, вызванной хождением пассажиров по салону. |

### 1961
| Дата       | Место катастрофы     | Воздушное судно | Принадлежность | Погибли      | Выжили | Причина                                             | Описание |
| ---------- | -------------------- | --------------- | -------------- | ------------ | ------ | --------------------------------------------------- | --- |
| 16 марта   | Нижне-Исетский пруд, | Ту-104          | Аэрофлот       | 5+2 на земле | 46     | Отказ двигателя №2, ошибки экипажа                  | Через 2 минуты после взлёта отказал двигатель. Экипаж по ошибке отключил работающий двигатель, самолёт совершил вынужденную посадку на замерзший пруд и врезался в дом отдыха. |
| 8 июля     | Сосновый Бор         | Ил-14           | Аэрофлот       | 9            | 17     | Ошибки экипажа, ошибки при техническом обслуживании | Совершил вынужденную посадку в лес после выработки топлива. |
| 10 июля    | аэропорт Одессы      | Ту-104          | Аэрофлот       | 1            | 93     | Нарушения в работе экипажа и УВД, погодные условия  | Разбился при заходе на посадку. |
| 17 декабря | Миллерово            | Ил-18           | Аэрофлот       | 59           | 0      | Ошибка экипажа и конструктивные недостатки          | В полёте экипаж случайно выпустил закрылки, самолёт потерял управление и разбился.                                                                                             |
| 31 декабря | близ Минеральных Вод | Ил-18           | Аэрофлот       | 32           | 77     | Ошибка экипажа и диспетчера                         | Ночью в сложных метеоусловиях врезался в холм. Самолёт был также перегружен.                                                                                                   |

### 1962
| Дата        | Место катастрофы    | Воздушное судно | Принадлежность | Погибли | Выжили | Причина                                         | Описание |
| ----------- | ------------------- | --------------- | -------------- | ------- | ------ | ----------------------------------------------- | --- |
| 9 марта     | Актюбинская область | Ли-2            | Аэрофлот       | 3       | 7      | Ошибка пилота, неблагоприятные погодные условия | В сложных метеоусловиях на западном побережье Аральского моря потерпел катастрофу самолёт Ли-2 (бортовой номер СССР-84717) 158-го объединённого авиаотряда (Чимкент), вылетевший из аэропорта Аральск на ледовую разведку. |
| 24 мая      | Стригино            | Ли-2            | Аэрофлот       | 20      | 1      | Техническая неисправность                       | В 7 км юго-восточнее горьковского аэропорта Стригино из-за отказа двигателя и столкновения с наземными предметами при экстренном снижении потерпел катастрофу самолёт Ли-2.                                                |
| 30 июня     | Красноярский край   | Ту-104          | Аэрофлот       | 84      | 0      | Поражение ракетой                               | Сбит по ошибке. |
| 6 июля      | близ Янгиюля        | Ил-14           | Аэрофлот       | 11      | 27     | Ошибка экипажа, отказ двигателя                 | Основная статья: Катастрофа Ил-14 под Ташкентом |
| 28 июля     | Гагрский район      | Ан-10           | Аэрофлот       | 81      | 0      | Ошибки экипажа и УВД                            | Врезался в гору. |
| 3 сентября  | Хабаровский край    | Ту-104          | Аэрофлот       | 86      | 0      | Не установлено                                  | Сбой в работе автопилота или случайное поражение ракетой. |
| 18 сентября | Белая Стрелка       | Ил-14           | Аэрофлот       | 32      | 0      | Ошибка экипажа и УВД                            | Экипаж самовольно изменил маршрут, после чего самолёт врезался в гору. |

### 1963
| Дата       | Место катастрофы | Воздушное судно | Принадлежность | Погибли | Выжили | Причина                   | Описание                                                          |
| ---------- | ---------------- | --------------- | -------------- | ------- | ------ | ------------------------- | ----------------------------------------------------------------- |
| 5 марта    | Ашхабад          | Ил-18           | Аэрофлот       | 12      | 42     | Сложные погодные условия  | Разбился при заходе на посадку в пыльную бурю.                    |
| 4 апреля   | Урахча           | Ил-18           | Аэрофлот       | 67      | 0      | Техническая неисправность | Сбой в работе двигателя.                                          |
| 13 июля    | Иркутск          | Ту-104          | Аэрофлот       | 33      | 2      | Не установлено            | Разбился при заходе на посадку.                                   |
| 24 августа | у Гегечкори      | Ил-14           | Аэрофлот       | 32      | 0      | Сложные погодные условия  | Отклонился от маршрута в сложных метеоусловиях и врезался в гору. |

### 1964
| Дата        | Место катастрофы   | Воздушное судно | Принадлежность | Погибли | Выжили | Причина                                                    | Описание |
| ----------- | ------------------ | --------------- | -------------- | ------- | ------ | ---------------------------------------------------------- | --- |
| 8 января    | Московская область | Ту-22           | ВВС СССР       | 3       | 0      |                                                            | Экипаж сверхзвукового бомбардировщика взлетел, чтобы во время полёта провести проверку работы серийного турбореактивного двигателя ВД-7М с доработанной системой запуска. Через две минуты после взлёта, машина врезалась в мост через Москву-реку у Боровского кургана, в ближайшую к левому берегу часть моста, на расстоянии 5,5 км от аэродрома ЛИИ. В авиакатастрофе погиб весь экипаж: лётчик-испытатель 2-го класса Борис Владимирович Половников, штурман-испытатель 2-го класса Николай Филиппович Бочкарев и бортрадист Вячеслав Алексеевич Неклюдов. |
| 2 сентября  | Холмский район     | Ил-18           | Аэрофлот       | 87      | 6      | Ошибка экипажа и УВД                                       | Врезался в гору ночью. |
| 16 сентября | Гостомел           | Ан-8РУ          | ГКАТ СМ СССР   | 7       | 0      | Точно не установлена                                       | Основная статья: Катастрофа Ан-8 в Гостомеле |
| 28 ноября   | Сурамский хребет   | Ил-14           | Аэрофлот       | 7       | 8      | Ошибки авиадиспетчеров и экипажа, сложные погодные условия | Врезался в гору ночью. |

### 1965
| Дата       | Место катастрофы  | Воздушное судно | Принадлежность | Погибли | Выжили | Причина                                                    | Описание                                      |
| ---------- | ----------------- | --------------- | -------------- | ------- | ------ | ---------------------------------------------------------- | --------------------------------------------- |
| 2 января   | Туркменская ССР   | Ли-2            | Аэрофлот       | 24      | 0      | Ошибка экипажа                                             | Основная статья: Катастрофа Ли-2 под Дарвазой |
| 4 января   | Алма-Ата          | Ил-18           | Аэрофлот       | 64      | 39     | Сложные метеоусловия, ошибки экипажа и УВД                 | Разбился при заходе на посадку.               |
| 13 февраля | Нухинский район   | Ил-14           | Аэрофлот       | 23      | 0      | Ошибка экипажа                                             | Врезался в гору.                              |
| 7 марта    | Араданский хребет | Ли-2            | Аэрофлот       | 31      | 0      | Турбулентность, конструктивные недостатки                  | Разрушился в воздухе.                         |
| 8 марта    | Курумоч           | Ту-124В         | Аэрофлот       | 30      | 9      | Отказ авиагоризонтов                                       | Разбился при взлёте.                          |
| 20 марта   | Ханты-Мансийск    | Ан-24           | Аэрофлот       | 43      | 4      | Не установлено                                             | Разбился при заходе на посадку.               |
| 10 ноября  | Кольский район    | Ту-124          | Аэрофлот       | 32      | 32     | Ошибка УВД и экипажа, техническое несовершенство аэропорта | Разбился при заходе на посадку.               |

### 1966
| Дата       | Место катастрофы  | Воздушное судно | Принадлежность     | Погибли | Выжили | Причина                                                                  | Описание |
| ---------- | ----------------- | --------------- | ------------------ | ------- | ------ | ------------------------------------------------------------------------ | --- |
| 1 января   | Камчатка          | Ил-14           | Аэрофлот           | 23      | 0      | Отказ двигателя, ошибка экипажа, сложные метеоусловия                    | Катастрофа произошла из-за отказа двигателя, который был вызван разрушением головки цилиндра № 12, а также ошибочным решением экипажа продолжать полёт, несмотря на то, что он выполнялся на одном двигателе в сложных погодных условиях и над горной местностью |
| 16 февраля | Большая Вяткина   | Ил-14           | Аэрофлот           | 26      | 0      | Техническая неисправность                                                | Основная статья: Катастрофа Ил-14 под Печорой |
| 17 февраля | Шереметьево       | Ту-114          | Шереметьевский ОАО | 21      | 45     | Пренебрежение минимумом погоды, неудовлетворительное состояние аэропорта | Разбился при взлёте с неочищенной от снега полосы. |
| 23 апреля  | Каспийское море   | Ил-14           | Аэрофлот           | 33      | 0      | Отказ двигателей                                                         | Упал в море в плохую погоду из-за отказа двигателей по неустановленной причине. |
| 22 октября | аэропорт Алма-Ата | Ил-18           | Аэрофлот           | 3       | 65     | Отказ двигателя, ошибка экипажа                                          | Выкатился за пределы ВПП. |

### 1967
| Дата       | Место катастрофы | Воздушное судно | Принадлежность | Погибли | Выжили | Причина                        | Описание                        |
| ---------- | ---------------- | --------------- | -------------- | ------- | ------ | ------------------------------ | ------------------------------- |
| 16 ноября  | Кольцово         | Ил-18           | Аэрофлот       | 107     | 0      | Не установлено                 | Разбился при взлёте.            |
| 30 декабря | Лиепая           | Ан-24           | Аэрофлот       | 43/44   | 7\8    | Ошибка экипажа и отказ техники | Разбился при заходе на посадку. |

### 1968
| Дата       | Место катастрофы               | Воздушное судно | Принадлежность | Погибли | Выжили | Причина                                          | Описание |  |
| ---------- | ------------------------------ | --------------- | -------------- | ------- | ------ | ------------------------------------------------ | --- |  |
| 4 января   | Усть-Кубинский район           | Ан-2            | Аэрофлот       | 14      | 0      | Ошибка экипажа и служб УВД, сложные метеоусловия | Столкнулись в воздухе. |  |
| 4 января   | Усть-Кубинский район           | Ан-2            | Аэрофлот       | 2       | 0      | Ошибка экипажа и служб УВД, сложные метеоусловия | Столкнулись в воздухе. |  |
| 6 января   | Якутия                         | Ан-24           | Аэрофлот       | 45      | 0      | Не установлена                                   | Катастрофа Ан-24 под Олёкминском |  |
| 12 февраля | Восточно-Казахстанская область | Ан-2            | Аэрофлот       | 4       | 12     | Ошибка экипажа                                   | Катастрофа Ан-2 под Усть-Каменогорском |  |
| 29 февраля | Братск                         | Ил-18Д          | Аэрофлот       | 83      | 1      | Пожар на борту                                   | Основная статья: Катастрофа Ил-18 под Чунским |  |
| 7 марта    | аэропорт Гумрак                | Ту-124          | Аэрофлот       | 1       | 48     | Случайный выпуск интерцепторов                   | Катастрофа Ту-124 в Волгограде |  |
| 27 марта   | Киржачский район               | МиГ-15УТИ       | ВВС СССР       | 2       | 0      | Не установлено                                   | Юрий Алексеевич Гагарин погиб в авиационной катастрофе, выполняя учебный полёт на самолёте МиГ-15УТИ под контролем лётчика-инструктора В. С. Серёгина, вблизи деревни Новосёлово Киржачского района Владимирской области. |  |
| 22 апреля  | Домодедово                     | Ил-18В          | Аэрофлот       | 5       | 0      | Ошибка экипажа                                   | Экипаж самолёта Ил-18В выполнял тренировочный полёт около аэропорта Домодедово. Во время полёта самолёт задел провода ЛЭП и упал.                                                                                         |  |

### 1969
| Дата       | Место катастрофы       | Воздушное судно | Принадлежность | Погибли | Выжили | Причина                                                      | Описание |
| ---------- | ---------------------- | --------------- | -------------- | ------- | ------ | ------------------------------------------------------------ | --- |
| 24 марта   | п. Красное Поле        | Ан-24           | Аэрофлот       | 4       | 27     | Отказ двигателей и обледенение                               | Катастрофа Ан-24 в Алма-Ате. |
| 28 марта   | Горно-Бадахшанская АО  | Ан-2            | Аэрофлот       | 11      | 2      | ошибка экипажа                                               | Самолёт Душанбинского объединённого авиаотряда Таджикского УГА Ан-2 (бортовой номер СССР-98316), выполнявший рейс Ш-84 Душанбе — Комсомолабад — Тавиль-Дара — Калай-Хумб, потерпел катастрофу в 9 км юго-юго-западнее села Сагирдашт. На борту самолёта находилось 11 человек. 8 взрослых пассажиров, 1 ребёнок, проверяющий пилот и второй пилот погибли. Командир воздушного судна и 1 ребёнок были тяжело ранены, но выжили и были обнаружены спасателями 2 апреля. Причиной катастрофы явилось нарушение экипажем минимума погоды и правил полётов, что привело к попаданию самолёта в облака на высоте ниже безопасной и последующему его столкновению со склоном горы. |
| 29 мая     | о. Кыллах              | Ми-2            | Аэрофлот       | 25      | 3      | Перегруз                                                     | Разбился при взлёте. На борту находились школьники, которых эвакуировали из-за ледяного затора. |
| 22 июня    | Юхновский район        | Ан-12           | ВВС СССР       | 96      | 0      | Столкновение в воздухе                                       | Основная статья: Столкновение Ан-12 и Ил-14 над Калужской областью |
| 22 июня    | Юхновский район        | Ил-14           | Аэрофлот       | 24      | 0      | Столкновение в воздухе                                       | Основная статья: Столкновение Ан-12 и Ил-14 над Калужской областью |
| 28 июня    | Киргизский хребет      | Ил-14           | Аэрофлот       | 40      | 0      | Ошибка экипажа                                               | Врезался в гору. |
| 3 августа  | Криничанский район     | Ан-24           | Аэрофлот       | 55      | 0      | Разрушение воздушного винта                                  | В полёте из-за коррозии отделилась лопасть винта. |
| 13 августа | Новосибирск            | Ан-12           | Аэрофлот       | 4       | 2      | Техническая неисправность, ошибки при техобслуживании        | Разбился из-за неполадок с двигателями. |
| 26 августа | аэропорт Внуково       | Ил-18           | Аэрофлот       | 16      | 85     | Ошибки экипажа, ошибки при эвакуации                         | Экипаж при посадке забыл выпустить шасси. После посадки «на брюхо» самолёт загорелся. Во время беспорядочной эвакуации погибли 16 человек. |
| 1 сентября | залив Креста           | Ил-14           | Аэрофлот       | 22      | 5      | Ошибка экипажа, нарушения в работе аэродромного оборудования | Разбился при заходе на посадку. |
| 13 октября | аэропорт Нижневартовск | Ан-24           | Аэрофлот       | 24      | 32     | Не установлено                                               | Разбился при заходе на посадку. |
| 10 декабря | Каспийское море        | Ил-14           | Аэрофлот       | 17      | 0      | Столкновение с птицами                                       | Упал в море. |

### 1970
| Дата       | Место катастрофы        | Воздушное судно | Принадлежность | Погибли | Выжили | Причина                          | Описание                                                   |
| ---------- | ----------------------- | --------------- | -------------- | ------- | ------ | -------------------------------- | ---------------------------------------------------------- |
| 28 января  | Якутия                  | Ан-24           | Аэрофлот       | 34      | 0      | Ошибка экипажа и служб УВД       | Врезался в гору.                                           |
| 29 января  | Кольский район          | Ту-124          | Аэрофлот       | 11      | 27     | Ошибка экипажа, ошибка УВД       | Врезался в гору.                                           |
| 6 февраля  | близ Самарканда         | Ил-18           | Аэрофлот       | 92      | 14     | Ошибка экипажа и служб УВД       | Врезался в гору.                                           |
| 25 февраля | близ Усть-Маи           | Ил-14           | Аэрофлот       | 5       | 0      | Вероятно, отказ двигателя        | Разбился при взлёте.                                       |
| 1 апреля   | Тогучин                 | Ан-24           | Аэрофлот       | 45      | 0      | Столкновение с шаром-радиозондом | Основная статья: Катастрофа Ан-24 под Новосибирском        |
| 8 августа  | вблизи Кишинёва         | Ан-10           | Аэрофлот       | 1       | 113    | Конструктивный дефект            | Сел на поле после отказа двигателя.                        |
| 2 сентября | Верхнеднепровский район | Ту-124          | Аэрофлот       | 37      | 0      | Не установлено                   | По неустановленным причинам ушел в пике на высоте 9 000 м. |
| 3 сентября | Аштский район           | Як-40           | Аэрофлот       | 21      | 0      | Ошибка экипажа и служб УВД       | Врезался в гору.                                           |
| 31 декабря | под Ленинградом         | Ил-18В          | Аэрофлот       | 6       | 80     | Невыпуск закрылок, обледенение   | Основная статья: Катастрофа Ил-18 под Ленинградом (1970)   |

### 1971
| Дата        | Место катастрофы     | Воздушное судно | Принадлежность | Погибли | Выжили | Причина              | Описание                                                           |
| ----------- | -------------------- | --------------- | -------------- | ------- | ------ | -------------------- | ------------------------------------------------------------------ |
| 22 января   | близ Сургута         | Ан-12           | Аэрофлот       | 14      | 0      | Обледенение          | Основная статья: Катастрофа Ан-12 под Сургутом 22 января 1971 года |
| 31 января   | близ Сургута         | Ан-12           | Аэрофлот       | 7       | 0      | Обледенение          | Основная статья: Катастрофа Ан-12 под Сургутом 31 января 1971 года |
| 31 марта    | Лутугинский район    | Ан-10           | Аэрофлот       | 65      | 0      | Разрушение в воздухе | Основная статья: Катастрофа Ан-10 под Ворошиловградом              |
| 25 июля     | аэропорт Иркутск     | Ту-104          | Аэрофлот       | 97      | 29     | Не установлено       | Катастрофа Ту-104 в Иркутске.                                      |
| 22 сентября | Кизильский район     | Ан-2            | Аэрофлот       | 14      | 0      | Нарушение центровки  | Катастрофа Ан-2 в Кизильском районе.                               |
| 10 октября  | Наро-Фоминский район | Ту-104          | Аэрофлот       | 25      | 0      | Теракт               | Катастрофа Ту-104 под Москвой.                                     |
| 12 ноября   | аэропорт Винница     | Ан-24           | Аэрофлот       | 48      | 0      | Не установлена       | Катастрофа Ан-24 в Виннице.                                        |
| 13 ноября   | около Керчи          | Ан-24           | Аэрофлот       | 6       | 5      | Ошибка экипажа       | Катастрофа Ан-24 под Керчью.                                       |
| 1 декабря   | Саратовская область  | Ан-24           | Аэрофлот       | 57      | 0      | Отключение ПОС       | Катастрофа Ан-24 под Саратовом.                                    |

### 1972
| Дата       | Место катастрофы  | Воздушное судно | Принадлежность             | Погибли       | Выжили       | Причина              | Описание |
| ---------- | ----------------- | --------------- | -------------------------- | ------------- | ------------ | -------------------- | --- |
| 4 мая      | Братск            | Як-40           | Аэрофлот                   | 18            | 0            | Сложные метеоусловия | Разбился при заходе на посадку в условиях ливневого мокрого снега и порывистого ветра до 14 м/с. |
| 16 мая     | Светлогорск       | Ан-24Т          | ВВС Балтийского флота СССР | 8+27 на земле | 0+2 на земле | Ошибки экипажа       | Рухнул на здание детского сада. |
| 18 мая     | Харьков           | Ан-10           | Аэрофлот                   | 122           | 0            | Разрушение в воздухе | на круге ожидания захода на посадку вблизи аэропорта Харьков в районе Русская Лозовая произошло разрушение в воздухе самолёта Ан-10 (отделение крыла от фюзеляжа), выполнявшего регулярный рейс авиакомпании «Аэрофлот» Москва (Внуково) — Харьков. Погибли 122 человека, в том числе делегация пионеров из ГДР и известный советский эстрадный пародист Виктор Чистяков. Причиной этой катастрофы (и ряда предшествовавших ей катастроф с самолётами Ан-10) явилось развитие усталостных трещин в планере самолёта (неизученное на тот период явление). По итогам расследования эксплуатация самолётов Ан-10 была прекращена. |
| 13 октября | Дмитровский район | Ил-62           | Аэрофлот                   | 174           | 0            | Не установлена       | Разбился при заходе на посадку. |
| 31 августа | Магнитогорск      | Ил-18           | Аэрофлот                   | 102           | 0            | Пожар на борту       | Причина катастрофы: интенсивное развитие возникшего во втором багажнике пожара, который привёл к полной или частичной потере работоспособности экипажа, невозможности визуального полёта и наблюдения за приборами из-за дыма в пилотской кабине. |

### 1973
| Дата       | Место катастрофы     | Воздушное судно | Принадлежность | Погибли | Выжили | Причина                                                  | Описание |
| ---------- | -------------------- | --------------- | -------------- | ------- | ------ | -------------------------------------------------------- | --- |
| 24 февраля | Матчинский район     | Ил-18           | Аэрофлот       | 79      | 0      | Потеря управления, разрушение самолёта в воздухе         | Навигационные ошибки экипажа привели к дальнейшим его ошибочным действиям, выразившимся в переводе самолёта в глубокий левый крен со снижением, потерей высоты и разгоном по скорости. Катастрофа произошла в результате увеличения скоростного напора и перегрузки, что привело к разрушению самолёта в воздухе. |
| 9 июля     | Куйбышевская область | Ту-124          | Аэрофлот       | 2       | 59     | Разрушение правого двигателя                             | При наборе высоты произошло разрушение правого двигателя, его детали пробили обшивку фюзеляжа. 2 пассажира погибли, 4 ранены. |
| 10 октября | Ташауз               | Ли-2            | Аэрофлот       | 5       | 0      | Отказ техники                                            | Из-за неисправности топливной системы самолёт Ли-2 потерпел катастрофу вблизи аэропорта Ташауз. Погибло 5 человек. После этого инцидента эксплуатация самолёта Ли-2 в гражданской авиации СССР была прекращена. |
| 13 октября | Подольский район     | Ту-104          | Аэрофлот       | 122     | 0      | Отказ навигационных приборов из-за сбоя в электропитании | Из-за отказа электропитания систем навигации в Домодедово потерпел катастрофу самолёт Ту-104Б Аэрофлота, следовавший рейсом 964 из Тбилиси (бортовой номер СССР-42486). Экипаж был дезориентирован. С выпущенными шасси на высоте 400 м они начали третий правый разворот, во время которого самолёт перешёл на снижение по крутой спирали с левым вращением. Самолёт столкнулся с земной поверхностью с креном 75° в 8 км от аэропорта. Погибло 114 пассажиров и 8 членов экипажа. В числе пассажиров находился командующий зенитными ракетными войсками ПВО СССР генерал-лейтенант артиллерии Фёдор Бондаренко. Эта катастрофа осталась крупнейшей за всю историю эксплуатации самолётов семейства Ту-104. |
| 7 декабря  | Домодедово           | Ту-104Б         | Аэрофлот       | 16      | 59     | Ошибка экипажа                                           | Самолёт заходил на посадку с превышением скорости и отклонением от курса. Из-за этого самолёт накренился, задел левой плоскостью крыла земную поверхность, перевернулся, раскололся пополам и загорелся. |
| 16 декабря | Волоколамский район  | Ту-124          | Аэрофлот       | 51      | 0      | Отказ триммера руля высоты                               | Основная статья: Катастрофа Ту-124 под Волоколамском |

### 1974
| Дата      | Место катастрофы | Воздушное судно | Принадлежность | Погибли | Выжили | Причина                                          | Описание                                                 |
| --------- | ---------------- | --------------- | -------------- | ------- | ------ | ------------------------------------------------ | -------------------------------------------------------- |
| 27 апреля | под Ленинградом  | Ил-18           | Аэрофлот       | 109     | 0      | Потеря управления, разрушение самолёта в воздухе | Основная статья: Катастрофа Ил-18 под Ленинградом (1974) |

### 1975
| Дата       | Место катастрофы  | Воздушное судно | Принадлежность | Погибли | Выжили | Причина | Описание                                            |
| ---------- | ----------------- | --------------- | -------------- | ------- | ------ | --- | --------------------------------------------------- |
| 15 июля    | Батуми            | Як-40           | Аэрофлот       | 40      | 0      | Ошибка экипажа и служб УВД                                                                                   | Основная статья: Катастрофа Як-40 под Батуми        |
| 15 августа | близ Красноводска | Як-40           | Аэрофлот       | 23      | 15     | Турбулентность                                                                                               | Основная статья: Катастрофа Як-40 под Красноводском |
| 22 октября | Новгород          | Як-40           | Аэрофлот       | 11      | 0      | Преждевременное снижение самолёта экипажем в тумане в нарушение установленной схемы захода и своего минимума | Основная статья: Катастрофа Як-40 в Новгороде       |

### 1976
| Дата       | Место катастрофы                         | Воздушное судно | Принадлежность                  | Погибли | Выжили | Причина                                          | Описание |
| ---------- | ---------------------------------------- | --------------- | ------------------------------- | ------- | ------ | ------------------------------------------------ | --- |
| 9 февраля  | Иркутск                                  | Ту-104          | Аэрофлот                        | 24      | 90     | Не установлена                                   | Упал при взлёте предположительно из-за ассиметричной заправки самолёта.                                                                                |
| 6 марта    | Верхняя Хава                             | Ил-18           | Аэрофлот                        | 111     | 0      | Техническая неисправность, дезориентация экипажа | Основная статья: Катастрофа Ил-18 под Верхней Хавой |
| 26 марта   | вблизи Геок-Тепе                         | Ил-14           | Аэрофлот                        | 6       | 0      |                                                  | Разбился в сложных метеоусловиях. |
| 9 сентября | вблизи Анапы                             | Ан-24           | Гомельский ОАО, Белорусское УГА | 52      | 0      | Столкновение в воздухе                           | Основная статья: Столкновение над Анапой |
| 9 сентября | вблизи Анапы                             | Як-40           | МГА СССР                        | 18      | 0      | Столкновение в воздухе                           | Основная статья: Столкновение над Анапой |
| 28 ноября  | Солнечногорский район Московской области | Ту-104Б         | 1-й Ленинградский ОАО           | 73      | 0      | Отказ навигационных приборов                     | Основная статья: Катастрофа Ту-104 под Солнечногорском                                                                                                 |
| 16 декабря | Запорожская область                      | Як-40           | Аэрофлот                        | 5       | 0      | Ошибка экипажа                                   | Основная статья: Катастрофа Як-40 под Запорожьем |
| 17 декабря | Жуляны                                   | Ан-24           | Аэрофлот                        | 48      | 7      | Ошибка экипажа и служб УВД, сложные метеоусловия | При посадке в киевском аэропорту Жуляны в сложных метеорологических условиях столкнулся с бетонным забором, а затем врезался в железнодорожную насыпь. |
| 17 декабря | Усть-Кута                                | Як-40           | Аэрофлот                        | 7       | 0      | Ошибка экипажа                                   | Сразу после вылета из Усть-Кута задел деревья и упал в лес.                                                                                            |
| 18 декабря | Южно-Сахалинск                           | Ил-14           | Аэрофлот                        | 8       | 2      | Ошибка экипажа в условиях белой мглы             | Врезался в гору при заходе на посадку. Выжили два пассажира, которые были обнаружены через три дня.                                                    |

### 1977
| Дата       | Место катастрофы     | Воздушное судно | Принадлежность | Погибли | Выжили | Причина                    | Описание                                                                       |
| ---------- | -------------------- | --------------- | -------------- | ------- | ------ | -------------------------- | ------------------------------------------------------------------------------ |
| 13 января  | Алма-Аты             | Ту-104          | Аэрофлот       | 90      | 0      | Пожар в двигателе          | Основная статья: Катастрофа Ту-104 в Алма-Ате                                  |
| 15 февраля | близ Минеральных Вод | Ил-18           | Аэрофлот       | 77      | 21     | Ошибка экипажа             | Разбился при заходе на посадку.                                                |
| 30 марта   | Мариуполь            | Як-40           | Аэрофлот       | 8       | 20     | Ошибки служб УВД и экипажа | В условиях плохой видимости при заходе на посадку врезался в столб и разбился. |
| 9 декабря  | Тарко-Сале           | Ан-24РВ         | Аэрофлот       | 17      | 6      | Ошибка экипажа.            | Основная статья: Катастрофа Ан-24 в Тарко-Сале                                 |

### 1978
| Дата       | Место катастрофы | Воздушное судно | Принадлежность         | Погибли | Выжили | Причина                                       | Описание |
| ---------- | ---------------- | --------------- | ---------------------- | ------- | ------ | --------------------------------------------- | --- |
| 30 марта   | Ступино          | Ан-8            | ОКБ им. О. К. Антонова | 6       | 0      | Не установлена                                | Основная статья: Катастрофа Ан-8 близ Ступино                                                                                                   |
| 20 апреля  | Карелия          | Boeing 707      | Korean Air             | 2       | 107    | Воздушная атака                               | Вторгся в воздушное пространство СССР над Карелией. Был перехвачен, обстрелян и совершил вынужденную посадку на лёд замёрзшего озера Корпиярви. |
| 19 мая     | Максатиха        | Ту-154          | Аэрофлот               | 4       | 123    | Ошибки экипажа                                | Произвёл вынужденную посадку на картофельное поле в результате выключения двигателей из-за ошибок экипажа.                                      |
| 7 октября  | Кольцово         | Як-40           | Аэрофлот               | 38      | 0      | Отказ двигателя, обледенение                  | Разбился при взлёте. |
| 23 октября | Сиваш            | Ан-24Б          | Аэрофлот               | 26      | 0      | Обледенение, ошибка экипажа, отказ двигателей | Основная статья: Катастрофа Ан-24 над заливом Сиваш                                                                                             |

### 1979
| Дата       | Место катастрофы      | Воздушное судно | Принадлежность | Погибли | Выжили | Причина                                                                 | Описание |
| ---------- | --------------------- | --------------- | -------------- | ------- | ------ | ----------------------------------------------------------------------- | --- |
| 15 января  | близ Минска           | Ан-24Б          | Аэрофлот       | 13      | 1      | Ошибка экипажа, конструктивные недостатки                               | Основная статья: Катастрофа Ан-24 в Минске |
| 17 марта   | Внуково               | Ту-104Б         | Аэрофлот       | 59      | 60     | Ложная сигнализация о пожаре, ошибки экипажа, конструктивные недостатки | Основная статья: Катастрофа Ту-104 во Внукове |
| 22 марта   | Лиепая                | Ту-134          | Аэрофлот       | 4       | 1      | Ошибка экипажа и УВД, нарушение центровки                               | Основная статья: Катастрофа Ту-134 под Лиепаей |
| 18 мая     | Рига                  | н.д.            | ВВС СССР       | н.д.    | н.д.   |                                                                         | Военный самолет питался приводнится в реке Даугава |
| 3 августа  | Ржевка                | Let L-410       | Аэрофлот       | 10      | 4      | Отказ двигателя                                                         | Основная статья: Катастрофа Let L-410 в Ржевке |
| 11 августа | близ Днепродзержинска | Ту-134А         | Аэрофлот       | 94      | 0      | Столкновение в воздухе                                                  | Столкнулись из-за ошибки диспетчера.На обоих бортах находились 178 человек (в том числе футбольная команда «Пахтакор»), все погибли. Это крупнейшее по числу жертв столкновение двух самолётов в воздухе в истории советской авиации. |
| 11 августа | близ Днепродзержинска | Ту-134А         | Аэрофлот       | 84      | 0      | Столкновение в воздухе                                                  | Столкнулись из-за ошибки диспетчера.На обоих бортах находились 178 человек (в том числе футбольная команда «Пахтакор»), все погибли. Это крупнейшее по числу жертв столкновение двух самолётов в воздухе в истории советской авиации. |
| 29 августа | вблизи Кирсанова      | Ту-124          | Аэрофлот       | 63      | 0      | По неустановленной причине выпустились закрылки                         | На высоте 9000 метров самолёт сорвался в штопор, а на высоте 3000 метров начал разрушаться. Погибли 5 членов экипажа и 58 пассажиров. По заключению экспертов, срыв самолёта в штопор произошёл из-за случайного выпуска закрылков.   |
| 3 сентября | Архангельская область | Ан-24Б          | Аэрофлот       | 40      | 3      | Ошибка экипажа                                                          | Столкнулся с горой при заходе на посадку ночью. |
| 10 октября | Тукумс                | Су-24           | ВВС СССР       |         |        | Аварийная посадка                                                       | Самолет сгорел. |
| 16 ноября  | Вологда               | Як-40           | Аэрофлот       | 3       | 2      | Ошибка экипажа, ошибка служб УВД                                        | Разбился при заходе на посадку в сложных метеоусловиях и тёмное время суток. |
| 9 декабря  | близ Чирчика          | Ан-12           | ВВС СССР       | 6       | 0      | Ошибка экипажа                                                          | Столкнулся с горой во время полёта в ночных условиях. |

### 1980
| Дата      | Место катастрофы | Воздушное судно | Принадлежность | Погибли | Выжили       | Причина                                                       | Описание |
| --------- | ---------------- | --------------- | -------------- | ------- | ------------ | ------------------------------------------------------------- | --- |
| 14 апреля | Красноярск       | Ан-24           | Аэрофлот       | 2       | 51           | Разрушение шасси, ошибка служб УВД, конструктивные недостатки | При взлётево время разбега разрушился шлиц-шарнир правой тележки шасси. Экипаж принял решение следовать на аэродром назначения Енисейск для аварийной посадки без шасси на снег. После посадки оторвались колеса правой стойки шасси, в то время как сама стойка не сложилась и, пробежав 600 метров, самолёт уткнулся правой стойкой в ящики с песком. Самолёт развернулся по инерции под 50 градусов, крыло переломилось и самолёт загорелся. |
| 12 июня   | вблизи Душанбе   | Як-40           | Аэрофлот       | 29      | 0            | Ошибки экипажа и служб УВД                                    | Причиной катастрофы стала навигационная ошибка экипажа при обходе грозовых очагов при полёте в облаках в горной местности (высота 2840 м над уровнем моря) в условиях болтанки, обледенения и электризации, а также недостаточный контроль за самолётом со стороны авиадиспетчеров. |
| 8 июля    | Алма-Ата         | Ту-154          | Аэрофлот       | 166     | 0+9 на земле | Сдвиг ветра                                                   | Разбился при взлёте. |

### 1981
| Дата        | Место катастрофы    | Воздушное судно | Принадлежность | Погибли | Выжили | Причина                                        | Описание                                                                              |
| ----------- | ------------------- | --------------- | -------------- | ------- | ------ | ---------------------------------------------- | ------------------------------------------------------------------------------------- |
| 7 февраля   | Пушкин              | Ту-104А         | ВВС СССР       | 50      | 0      | Перегруз                                       | Разбился при взлёте. Погибло командование Тихоокеанского флота СССР.                  |
| 13 июня     | Салдус              | Ан-2Р           | Аэрофлот       | 2       | 0      | Неустановлена                                  | Во время взлета остановился двигатель и самолет врезался в цистерну топливохранилища. |
| 1 августа   | Охотское море       | Ил-14           | Аэрофлот       | 11      | 0      | Ошибка экипажа, ошибка служб УВД               | Близ острова Утичий в Охотском море врезался в скалу в сложных метеоусловиях.         |
| 24 августа  | Завитинск           | Ан-24           | Аэрофлот       | 31      | 1      | Столкновение в воздухе                         | Единственная выжившая — Лариса Савицкая, пережившая падение с высоты 5200 метров.     |
| 24 августа  | Завитинск           | Ту-16К          | ВВС СССР       | 6       | 0      | Столкновение в воздухе                         | Единственная выжившая — Лариса Савицкая, пережившая падение с высоты 5200 метров.     |
| 18 сентября | Нижнеилимский район | Як-40           | Аэрофлот       | 33      | 0      | Столкновение в воздухе                         | Основная статья: Столкновение над Железногорском                                      |
| 18 сентября | Нижнеилимский район | Ми-8            | Аэрофлот       | 7       | 0      | Столкновение в воздухе                         | Основная статья: Столкновение над Железногорском                                      |
| 16 ноября   | Норильск            | Ту-154          | Аэрофлот       | 99      | 68     | Конструктивные недостатки, нарушение центровки | Разбился при посадке.                                                                 |

### 1982
| Дата       | Место катастрофы   | Воздушное судно | Принадлежность | Погибли | Выжили | Причина                                                                       | Описание |
| ---------- | ------------------ | --------------- | -------------- | ------- | ------ | ----------------------------------------------------------------------------- | --- |
| 15 марта   | под Анапой         | Ан-26           | ВВС СССР       | 9       | 0      | Ошибка экипажа                                                                | Разбился при взлёте. |
| 28 июня    | Наровлянский район | Як-42           | Аэрофлот       | 132     | 0      | Отказ привода стабилизатора из-за брака                                       | Основная статья: Катастрофа Як-42 под Наровлей |
| 6 июля     | Менделеево         | Ил-62           | Аэрофлот       | 90      | 0      | Отключение двигателей №1 и 2 из-за ложного срабатывания пожарной сигнализации | Сразу после взлёта, когда лайнер ещё не набрал высоту, сработала ложная сигнализация о пожаре сначала в первом, а потом и во втором двигателях самолёта. Экипаж принял решение отключить двигатели. Самолёт упал в лес. |
| 14 августа | аэропорт Бабушара  | Ту-134А         | Аэрофлот       | 0       | 82     | Ошибки экипажа L-410 и авиадиспетчеров                                        | Столкнулись на ВПП. |
| 14 августа | аэропорт Бабушара  | Let L-410M      | Аэрофлот       | 11      | 0      | Ошибки экипажа L-410 и авиадиспетчеров                                        | Столкнулись на ВПП. |

### 1983
| Дата       | Место катастрофы | Воздушное судно | Принадлежность | Погибли | Выжили | Причина                         | Описание                                                                                 |
| ---------- | ---------------- | --------------- | -------------- | ------- | ------ | ------------------------------- | ---------------------------------------------------------------------------------------- |
| 30 августа | Алматы           | Ту-134          | Аэрофлот       | 90      | 0      | Ошибки экипажа и авиадиспетчера | Врезался в гору.                                                                         |
| 1 сентября | пролив Лаперуза  | Boeing 747      | Korean Air     | 269     | 0      | Поражение ракетой               | По неустановленной причине отклонился от курса и был сбит истребителем Су-15ТМ ВВС СССР. |

### 1984
| Дата       | Место катастрофы | Воздушное судно | Принадлежность | Погибли        | Выжили | Причина               | Описание |
| ---------- | ---------------- | --------------- | -------------- | -------------- | ------ | --------------------- | --- |
| 11 октября | Омск             | Ту-154          | Аэрофлот       | 174+4 на земле | 5      | Ошибки авиадиспетчера | При посадке столкнулся на взлётно-посадочной полосе со снегоуборочными машинами. Эта авиакатастрофа является крупнейшей по числу жертв из всех произошедших на территории России. |
| 23 декабря | Емельяново       | Ту-154          | Аэрофлот       | 110            | 1      | Отказ двигателя       | При взлёте возник пожар в одном из двигателей. Была предпринята попытка вернуться в аэропорт, однако самолёт не долетел до полосы 5 км и разбился в районе Зверосовхоза.          |

### 1985
| Дата    | Место катастрофы | Воздушное судно | Принадлежность | Погибли | Выжили | Причина                | Описание                                                                                              |
| ------- | ---------------- | --------------- | -------------- | ------- | ------ | ---------------------- | --- |
| 3 мая   | Львов            | Ту-134А         | Аэрофлот       | 79      | 0      | Столкновение в воздухе | Основная статья: Столкновение над Золочевом                                                           |
| 3 мая   | Львов            | Ан-26           | ВВС СССР       | 15      | 0      | Столкновение в воздухе | Основная статья: Столкновение над Золочевом                                                           |
| 10 июля | Учкудук          | Ту-154          | Аэрофлот       | 200     | 0      | Ошибки экипажа         | Вошёл в штопор и разбился. Крупнейшая авиакатастрофа по числу жертв, произошедшая на территории СССР. |

### 1986
| Дата       | Место катастрофы | Воздушное судно | Принадлежность | Погибли | Выжили | Причина                                      | Описание |
| ---------- | ---------------- | --------------- | -------------- | ------- | ------ | -------------------------------------------- | --- |
| 2 марта    | Бугульма         | Ан-24Б          | Аэрофлот       | 38      | 0      | Конструктивные недостатки, ошибка экипажа    | Основная статья: Катастрофа Ан-24 под Бугульмой                                                                                          |
| 27 марта   | возле Екабпилс   | Су-17М4         | ВВС СССР       | 1       |        |                                              | Врезался в землю |
| 1 июля     | возле Тукумс     | Су-24           | ВВС СССР       |         |        | Загорание двигателя                          | |
| 2 июля     | посёлка Копса    | Ту-134А         | Аэрофлот       | 54      | 38     | Пожар на борту                               | Вынужденная посадкам в лесу после пожара на борту. Причины пожара не были установлены.                                                   |
| 20 октября | Курумоч          | Ту-134А         | Аэрофлот       | 70      | 24     | Пренебрежение правилами техники безопасности | Командир поспорил с экипажем, что посадит самолёт «вслепую». В ходе посадки с закрытыми шторками самолёт жёстко приземлился и загорелся. |

### 1987
| Дата       | Место катастрофы | Воздушное судно | Принадлежность | Погибли | Выжили | Причина                                          | Описание |
| ---------- | ---------------- | --------------- | -------------- | ------- | ------ | ------------------------------------------------ | --- |
| 16 января  | Ташкент-Южны     | Як-40           | Аэрофлот       | 9       | 0      | попадание самолёта в спутный след                | При взлёте попал в спутный след взлетавшего Ил-76 и разбился. |
| 2 апреля   | залив Сиваш      | Ил-76           | ВВС СССР       | 8       | 0      | Столкновение в воздухе                           | Столкнулись в воздухе во время учений из-за ошибки экипажа одного из самолётов. |
| 2 апреля   | залив Сиваш      | Ил-76           | ВВС СССР       | 8       | 0      | Столкновение в воздухе                           | Столкнулись в воздухе во время учений из-за ошибки экипажа одного из самолётов. |
| 4 июня     | Териберка        | Ка-32Т          | Аэрофлот       | 4       | 0      | обрыв троса                                      | Вертолёт Ка-32Т выполнял работы в районе близ посёлка (ныне — село) Териберка, по установке опор ЛЭП-500, весом 4,2 тонны каждая и при подъёме очередной опоры неожиданно лопнул один из подстропников, в результате чего трос, который соединял подстропники, выскочил из троса штатной подвески, после чего последний соамортизировал, словно пружина, и взметнулся вверх. Трос штатной подвески пробил стабилизатор и срезал его, намотавшись позже на колонку несущего винта, разрушив при этом лопасти. Управление было потеряно и вертолёт рухнул на землю. Все находящиеся на борту 4 человека погибли. |
| 19 июня    | Бердянск         | Як-40           | Аэрофлот       | 8       | 21     | Ошибки экипажа и служб УВД, сложные метеоусловия | Выкатился за пределы ВПП. |
| 28 октября | Вецсауле         | Миг             | ВВС СССР       |         | 1      |                                                  | Пилот катапультировался. |

### 1988
| Дата       | Место катастрофы | Воздушное судно | Принадлежность | Погибли | Выжили | Причина                                     | Описание |
| ---------- | ---------------- | --------------- | -------------- | ------- | ------ | ------------------------------------------- | --- |
| 18 января  | Красноводск      | Ту-154          | Аэрофлот       | 11      | 135    | Ошибки экипажа                              | Из-за ошибочных действий второго пилота самолёт произвёл грубую посадку с перегрузкой 4,8 g. От удара фюзеляж разрушился в хвостовой части по шпангоутам № 49-54 и в носовой части по шпангоутам № 12-14. |
| 24 января  | Нижневартовск    | Як-40           | Аэрофлот       | 27      | 4      | Отказ двигателей                            | Разбился вскоре после взлёта из-за падения оборотов двигателей (причины не были установлены). После взлёта самолёт потерял высоту, врезался в склон оврага, ЛЭП и полностью разрушился. |
| 27 февраля | Сургут           | Ту-134          | Аэрофлот       | 20      | 31     | Ошибки экипажа и служб УВД                  | При заходе на посадку ночью в простых метеоусловиях с курсом посадки, обратным рабочему, при неработающей курсоглиссадной системе и приводных радиомаяках самолёт вошёл в зону приземного тумана. Командир воздушного судна с большим запозданием начал уход на второй круг. Самолёт грубо приземлился с перегрузкой 4,8 g на грунтовую полосу в 130 м левее ВПП, потерял правое полукрыло и двигатель № 2, перевернулся, проскользил в таком положении около 300 м и загорелся. |
| 11 декабря | под Ленинаканом  | Ил-76           | ВВС СССР       | 77      | 1      | Неправильная установка высотомеров экипажем | Крупнейшая авиакатастрофа в Армении. |

### 1989
| Дата       | Место катастрофы   | Воздушное судно | Принадлежность           | Погибли | Выжили | Причина                          | Описание                                                               |
| ---------- | ------------------ | --------------- | ------------------------ | ------- | ------ | -------------------------------- | ---------------------------------------------------------------------- |
| 1 мая      | Сеченово           | Ан-2            | Аэрофлот                 | 5       | 0      | Ошибки экипажа                   | Основная статья: Катастрофа Ан-2 в Сеченово                            |
| 12 октября | аэродром Кировабад | Ан-12           | ВВС СССР                 | 4       | 3      | Ошибка экипажа Су-24             | Столкнулись на ВПП.                                                    |
| 12 октября | аэродром Кировабад | Су-24           | ВВС СССР                 | 1       | 1      | Ошибка экипажа Су-24             | Столкнулись на ВПП.                                                    |
| 18 октября | Каспийское море    | Ил-76           | ВВС СССР                 | 57      | 0      | Конструкционный дефект двигателя | Загорелся в воздухе. Крупнейшая авиакатастрофа в истории Азербайджана. |
| 20 октября | близ Ленинакана    | Ил-76           | Ульяновский Центр ГА СЭВ | 15      | 0      | Ошибка экипажа                   | Основная статья: Катастрофа Ил-76 под Ленинаканом (1989)               |
| 26 октября | Камчатская область | Ан-26           | ВВС РВСН                 | 37      | 0      | Ошибка экипажа                   | Основная статья: Катастрофа Ан-26 под Петропавловском-Камчатским       |
| 21 ноября  | Советский          | Ан-24           | Аэрофлот                 | 32      | 8      | Ошибка экипажа                   | Основная статья: Катастрофа Ан-24 в Советском                          |

### 1990
| Дата        | Место катастрофы | Воздушное судно | Принадлежность | Погибли | Выжили | Причина        | Описание |
| ----------- | ---------------- | --------------- | -------------- | ------- | ------ | -------------- | --- |
| 13 января   | Первоуральск     | Ту-134          | Аэрофлот       | 27      | 44     | Пожар на борту | Разбился при вынужденной посадке (после срабатывания сигнализации «Дым в заднем багажном отсеке» и отказа части приборов) на заснеженное поле с выпущенными шасси в 49 км от аэропорта «Кольцово». Самолёт столкнулся с трубой оросительной системы, потерял правую консоль крыла и правую стойку шасси; перевернувшись, проскользил через лесополосу и остановился в 1028 м от точки первого касания. Фюзеляж полностью разрушился. |
| 14 сентября | Кольцово         | Як-42           | Аэрофлот       | 4       | 125    | Ошибки экипажа | Из-за ошибок в пилотировании самолёт приобрёл избыточную вертикальную скорость и находился в непосадочном положении ниже глиссады после пролёта ДПРМ. Решение об уходе на второй круг принято с опозданием. Самолёт задел деревья на высоте 20 м, упал в поле в 1700 м от ВПП (между ДПРМ и БПРМ) и раскололся надвое. |

### 1991
| Дата        | Место катастрофы | Воздушное судно | Принадлежность | Погибли       | Выжили | Причина                                   | Описание |
| ----------- | ---------------- | --------------- | -------------- | ------------- | ------ | ----------------------------------------- | --- |
| 23 марта    | Навои            | Ан-24           | Аэрофлот       | 34            | 29     | Ошибка экипажа                            | Самолёт совершил посадку с перелётом (касание в 710 м после торца ВПП), выкатился за пределы ВПП на 317 м, столкнулся со штабелем железобетонных плит высотой 2 м, разрушился и загорелся. |
| 23 мая      | Пулково          | Ту-154          | Аэрофлот       | 13+2 на земле | 168    | Ошибки экипажа, сложные метеоусловия      | Вследствие нарушения экипажем техники пилотирования при заходе на посадку, самолёт совершил грубую посадку с вертикальной скоростью около 4 м/с, передняя стойка шасси подломилась, во время движения по аэродрому фюзеляж начал разрушаться. |
| 16 сентября | Ленск            | Ан-74           | МАП СССР       | 13            | 0      | Ошибка экипажа, перегруз                  | Сразу после взлёта ночью в простых метеоусловиях самолёт левой плоскостью крыла задел деревья высотой 20-30 м на склоне сопки высотой 133 м на удалении 3903 м от торца ВПП, столкнулся с землёй, разрушился и сгорел. Взлётная масса самолёта составляла более 42 т (груз рыбы) при максимально допустимой для фактических условий полёта 34,5 т. Экипаж преждевременно начал уборку закрылков, в результате чего самолёт потерял высоту. |
| 7 ноября    | Махачкала        | Як-40           | МГА СССР       | 51            | 0      | Ошибки экипажа и авиадиспетчера, перегруз | Столкнулся с горой Кукуртбаш вблизи Махачкалы на высоте 550 м в 23 км от аэропорта. На борту находилось 13 незарегистрированных пассажиров. Взлётный вес превышал максимальный на 260 кг. |
| 26 ноября   | Бугульма         | Ан-24           | Аэрофлот       | 41            | 0      | Обледенение                               | При заходе на посадку ночью в условиях обледенения экипаж не включил противообледенительную систему крыльев и стабилизатора, в результате чего они покрылись льдом толщиной до 15 мм. Из-за ошибок экипажа самолёт значительно отклонился от глиссады, а при попытке ухода на второй круг самолёт вошёл в срывной режим на малой высоте и под углом 75-80° носом столкнулся с землёй в 802 м после пролёта торца ВПП и в 598 м правее неё. |